# Pseudocranae pseudojucunda
Pseudocranae pseudojucunda is een rechtvleugelig insect uit de familie veldsprinkhanen (Acrididae). De wetenschappelijke naam van deze soort is voor het eerst geldig gepubliceerd in 1972 door Willemse.